# Banco de Crédito Industrial
El Banco de Crédito Industrial (BCI) fue una entidad financiera española que operó entre 1920 y 1991. A lo largo de su existencia la actividad del banco se especializó en la promoción del tejido industrial español mediante la concesión de créditos. En sus orígenes fue una entidad de capital mixto público-privado, aunque en la década de 1960 sería nacionalizado por el Estado. En 1991 se fusionó con otras cinco entidades para constituir Argentaria.

## Historia
Fue constituido en 1920 a propuesta de Antonio Maura y Santiago Alba Bonifaz con el apoyo de Francisco Cambó, con la finalidad explícita de impulsar, mediante la concesión de créditos a largo plazo, la instalación de nuevas industrias y consolidar las ya existentes. Un total de 91 bancos y 25 empresas industriales apoyaron el proyecto, mientras que el Estado contribuyó con el 80 % de su financiación. Entre estos bancos estaba el Banco Urquijo. El capital debía ser totalmente español y su primer presidente fue Claudio López Bru, segundo marqués de Comillas. Durante la Dictadura de Primo de Rivera el banco se expandió con el crecimiento de la producción industrial, por lo que en 1931 la cifra de préstamos superaba en un 7 % al de la banca privada.
Decayó durante la crisis industrial provocada por la Segunda República Española, la guerra civil española y la autarquía de los primeros años del franquismo, de modo que hasta 1957 no volvería a alcanzar el peso en el sistema de créditos que tenía en 1931. En 1941 el Estado aumentó su participación en los bancos y en 1946 desplazó a su director, Estanislao de Urquijo y Ussía, marqués de Urquijo.
Fue nacionalizado por el decreto ley 29/1962 y se convirtió en la entidad de derecho público dependiente del Instituto de Crédito a Medio y Largo Plazo. Se convirtió en un puntal de la industrialización acelerada por los Planes de Desarrollo. Sin embargo el estallido del caso Matesa en 1969 le afectó gravemente y empezó a perder protagonismo. La ley 13 de 1971 lo convirtió en sociedad anónima, aunque siguió bajo control del Estado. En 1982 incorporó a su estructura la cartera naval del Banco de Crédito a la Construcción. Sin embargo, desde 1986 empezó su expansión hacia el mercado comercial.
El 8 de mayo de 1991 se fusionó con el Banco Exterior de España, y ambos fueron los puntales de la nueva «Corporación Bancaria de España», que cambió su nombre por el de Argentaria.